# Genouilly (Saône-et-Loire)
Genouilly is een gemeente in het Franse departement Saône-et-Loire (regio Bourgogne-Franche-Comté) en telt 428 inwoners (2004). De plaats maakt deel uit van het arrondissement Chalon-sur-Saône.

## Geografie
De oppervlakte van Genouilly bedraagt 10,8 km², de bevolkingsdichtheid is 39,6 inwoners per km².
De onderstaande kaart toont de ligging van Genouilly (Saône-et-Loire) met de belangrijkste infrastructuur en aangrenzende gemeenten.

## Demografie
Onderstaande figuur toont het verloop van het inwonertal (bron: INSEE-tellingen).